# Pseudorhyncocyonidae
Los pseudorincociónidos (Pseudorhyncocyonidae) son una de las tres familias del orden extinto Leptictida. Contiene los géneros Leptictidium y Pseudorhyncocyon, originarios de Europa, de los cuales se han encontrado multitud de fósiles en varios yacimientos paleontológicos de Francia y Alemania. Fue descrita por primera vez por Bernard Sigé en 1974.
Los animales que conformaban esta familia eran pequeños euterios primitivos, con unas dimensiones máximas de hasta noventa centímetros (Leptictidium tobieni). Eran omnívoros, y en su dieta se incluían las lagartijas, los pequeños mamíferos, y algunos insectos, a quienes rompían el exoesqueleto con su dentadura.
Se conocen muchos más datos del género Leptictidium que del género Pseudorhyncocyon, ya que de este último se han hallado muy pocos fósiles. De hecho, el primer ejemplar de Pseudorhyncocyon, nombre que Henri Filhol utilizó para definir el género y que Sigé denominó P. cayluxi en 1978, acabó siendo un Leptictidium ginsburgi según el análisis de Christian Mathis en 1989. Más tarde, otro supuesto ejemplar de P. cayluxi acabó siendo renombrado, también por Mathis, como Leptictidium sigei. Además, sólo se han encontrado unos pocos dientes de Pseudorhyncocyon, sin embargo, en el Sitio fosilífero de Messel, en Alemania, se han encontrado sendos esqueletos completos y casi completos del género Leptictidium.

## Diferencia entre géneros
Los dos géneros de la familia poseen características en común, como un postcíngulo muy desarrollado, o la reducción de las regiones metastilar y parametastilar.
La dentadura del Leptictidium posee unos potentes mesostilos en los dientes molares y premolares. El hipoconúlido y entocónido están fusionados en la zona molar, y sufren un acortamiento transversal de las muelas superiores, haciéndolas más cuadradas.
Por otra parte, el Pseudorhyncocyon no tiene ningún mesostilo y la separación entre el paracon y el metacon es menor, y mucho menos profunda. El protocónido es grande y robusto. El Leptictidium es uno de los pocos mamíferos completamente bípedos (junto con los macrópodos y los humanos), mientras que el Pseudorhyncocyon alterna el bipedismo con el cuadrupledismo.

## Clasificación
Se reconocen los siguientes géneros:
- Diaphyodectes Russell, 1964
- Fordonia Marandat, 1989
- Leptictidium Tobien, 1962
- Phakodon Hooker, 2013
- Pseudorhyncocyon Filhol, 1892